# Turnera collotricha
Turnera collotricha är en passionsblomsväxtart som beskrevs av M.M. Arbo. Turnera collotricha ingår i släktet Turnera och familjen passionsblomsväxter. Inga underarter finns listade i Catalogue of Life.